# Emma Clayton
Emma Clayton (* 11. Juni 1968 in England) ist eine britische Jugendbuchautorin.

## Leben
Clayton wurde 1968 als Tochter eines Offiziers der Royal Air Force geboren. Wegen des Berufs ihres Vaters zog die Familie oft um. Als Clayton sieben Jahre alt war, starb ihr Vater. Die Familie kehrte nun aus Gibraltar nach England zurück und ließ sich in der Umgebung von Oxford nieder, wo Clayton zusammen mit ihren Brüdern ihre restliche Kindheit verbrachte. Im Alter von 16 Jahren verließ sie die Schule. Nachdem sie in ihren späten Teenagerjahren als Feldarchäologin tätig gewesen war, arbeitete sie als freischaffende Illustratorin. Mitte zwanzig nahm sie ein Studium in Screenwriting auf.
Im Juli 2008 erschien ihr Debütroman The Roar. Im Februar 2012 erfolgte mit The Whisper die Veröffentlichung dessen Fortsetzung.
Clayton ist Mutter einer Tochter.

## Werke
- The Roar (2008); dt.: Die goldenen Türme. Aus dem Engl. von Wolfram Ströle, Ravensburger Buchverlag, Ravensburg 2009, ISBN 978-3-473-34739-1
- The Whisper (2012)